# Ulica Czysta w Krakowie
Ulica Czysta – ulica w Krakowie, w dzielnicy I Stare Miasto, na Piasku. Prowadzi od ulicy Dolnych Młynów i placu ks. Mieczysława Kuznowicza na wschodzie do alei Adama Mickiewicza (bez fizycznego połączenia jezdni) na zachodzie.

## Historia
Ulica została w obecnym kształcie wytyczona w 1891 roku. Tereny te należały wówczas do Tomasza Prylińskiego, architekta i autora m.in. projektu przebudowy Sukiennic. Nazwa ulicy została nadana w 1892 roku. Wcześniej wśród propozycji nazw wymieniano m.in. „Mączna” lub „Młynarska”, od znajdujących się w pobliżu Dolnych Młynów nad nieistniejącą już odnogą Rudawy – Młynówką Królewską, jak również „Fabryczna”, od pobliskiej fabryki cygar.
W tym rejonie znajdował się najstarszy krakowski cmentarz żydowski, obejmujący swoim obszarem być może nawet teren dzisiejszego gmachu głównego Akademii Górniczo-Hutniczej. Wzmiankowany był po raz pierwszy w 1311 roku. Jego umiejscowienie tutaj wynikało najpewniej z pobliskiej lokalizacji pierwszej krakowskiej dzielnicy żydowskiej przy ulicy św. Anny (dawniej ulicy Żydowskiej). Po przeniesieniu krakowskich Żydów na Kazimierz w 1495 roku cmentarz zaczął tracić na znaczeniu. Ostatnią wzmiankę o nim odnotowano w roku 1599.

## Zabudowa
Zabudowa ulicy jest jednolita, zwarta, niemal wyłącznie mieszkalna. Stanowią ją głównie kamienice czynszowe, przeważnie dwupiętrowe, niektóre później nadbudowane, wzniesione w latach 90. XIX wieku i na początku XX wieku, o fasadach w stylu historyzmu z prostym detalem architektonicznym, niektóre w stylu modernistycznym.
- ul. Czysta 1 (ul. Dolnych Młynów 4) – Zabytkowa kamienica w stylu neobarokowym. Projektował Stefan Ertel, 1893.
- ul. Czysta 3 – Kamienica w stylu neobarokowym. Projektował Leopold Tlachna, 1898.
- ul. Czysta 5 – Kamienica w stylu neobarokowym. Projektował Kazimierz Henisz, 1892.
- ul. Czysta 7 – Kamienica w stylu neobarokowym. Projektował Kazimierz Henisz, 1890.
- ul. Czysta 8 – Kamienica w stylu historyzującym. Projektował Leopold Tlachna, 1899.
- ul. Czysta 9 – Kamienica w stylu modernistycznym. Jedyny budynek przy ulicy wzniesiony w okresie po II wojnie światowej.
- ul. Czysta 10 – Kamienica w stylu historyzującym. Wzniesiona w roku 1899.
- ul. Czysta 11 – Kamienica w stylu historyzującym. Projektowali Karol Janecki i J. Mroczek, 1893.
- ul. Czysta 12 – Kamienica w stylu historyzującym. Projektował Karol Scharoch, 1898.
- ul. Czysta 13 – Kamienica. Wzniesiona w roku 1900.
- ul. Czysta 14 – Kamienica. Projektowali Rajmund Meus i Bronisław Górski, 1893.
- ul. Czysta 15 – Kamienica w stylu historyzującym. Projektował Leopold Tlachna, 1891.
- ul. Czysta 16 – Kamienica w stylu historyzującym. Projektował Beniamin Torbe, 1906.
- ul. Czysta 17 – Kamienica w stylu historyzującym. Projektował Leopold Tlachna, 1902.
- ul. Czysta 18 (al. Mickiewicza 17) – Dawny gmach Zakładu Weterynarii i Medycyny Sądowej. Obecnie siedziba Katedry Mikrobiologii Collegium Medicum Uniwersytetu Jagiellońskiego[5]. Projektował Józef Sare, 1910–1912. Jedyny budynek cofnięty w linii zabudowy ulicy.
- ul. Czysta 19 – Kamienica z detalem secesyjnym (kute balustrady balkonów) oraz przyziemiem dekorowanym naturalnymi kamieniami łamanymi. Projektował Aleksy Kowalski, 1896–1897. Przebudowano w 1905.
- ul. Czysta 21 – Zabytkowa kamienica w stylu neobarokowym. Projektował Leopold Tlachna, 1899.

## Galeria

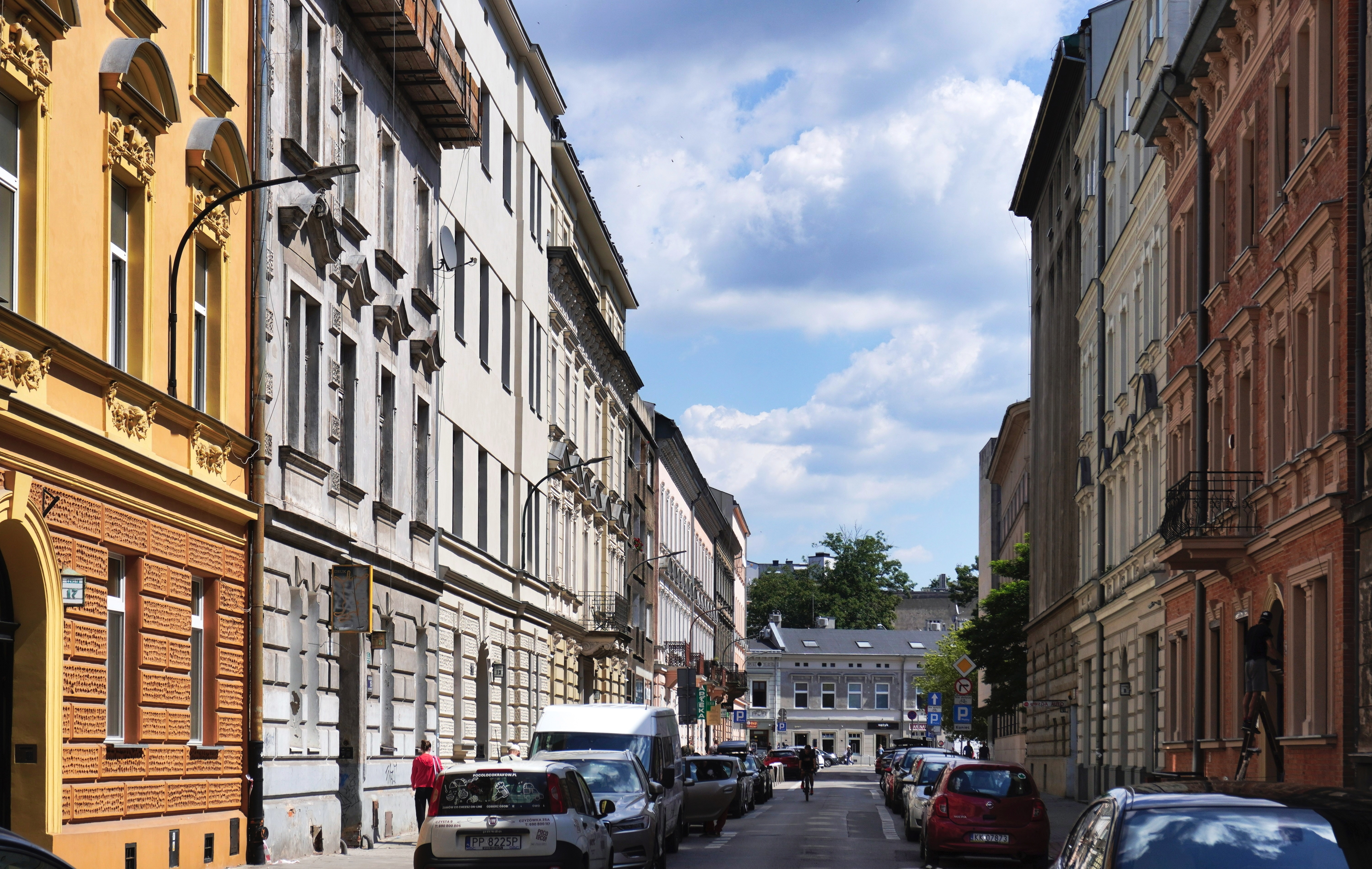
Widok od zachodu, od al. Mickiewicza
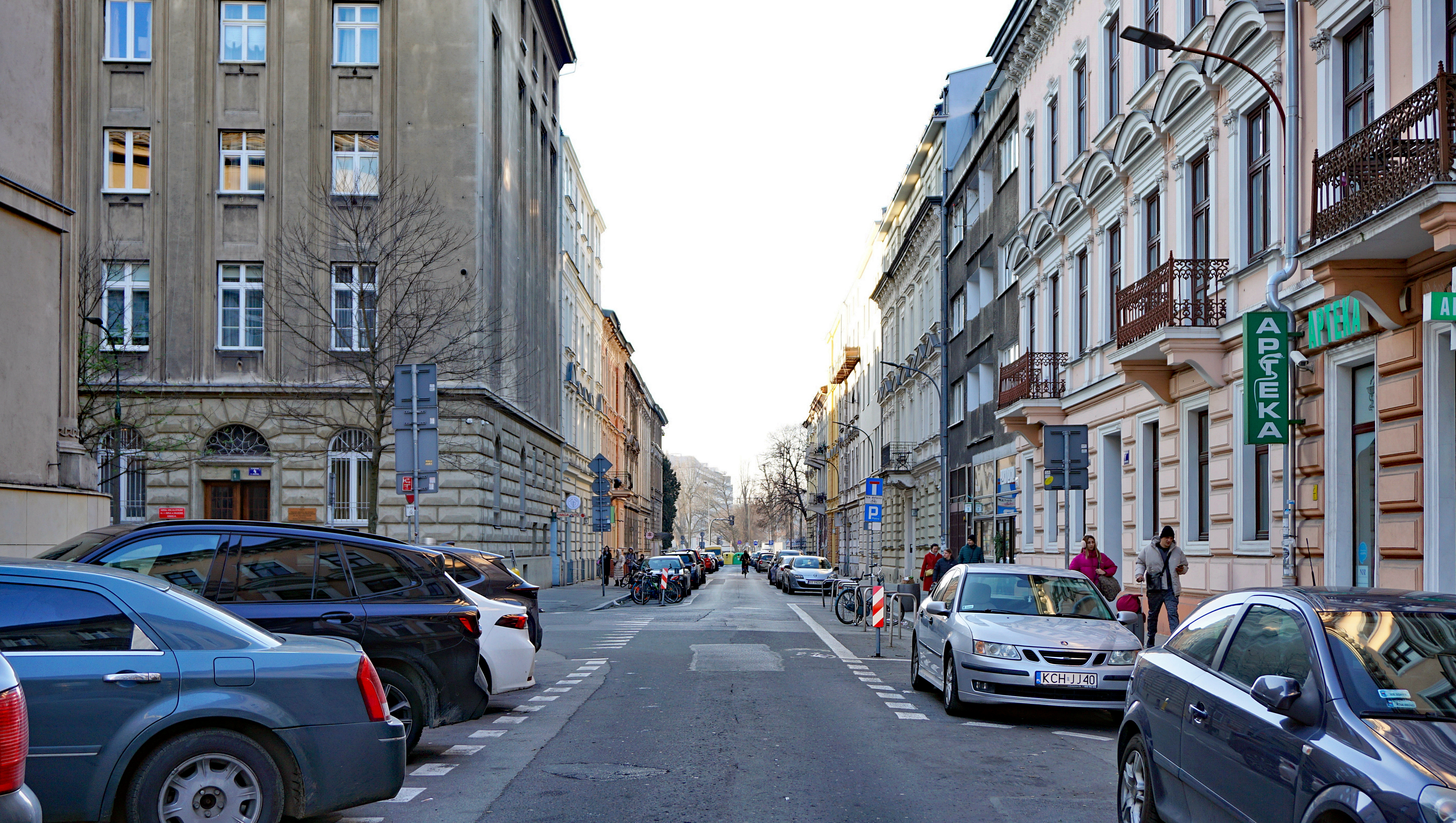
Widok na zachód na wysokości skrzyżowania z ulicą Skarbową
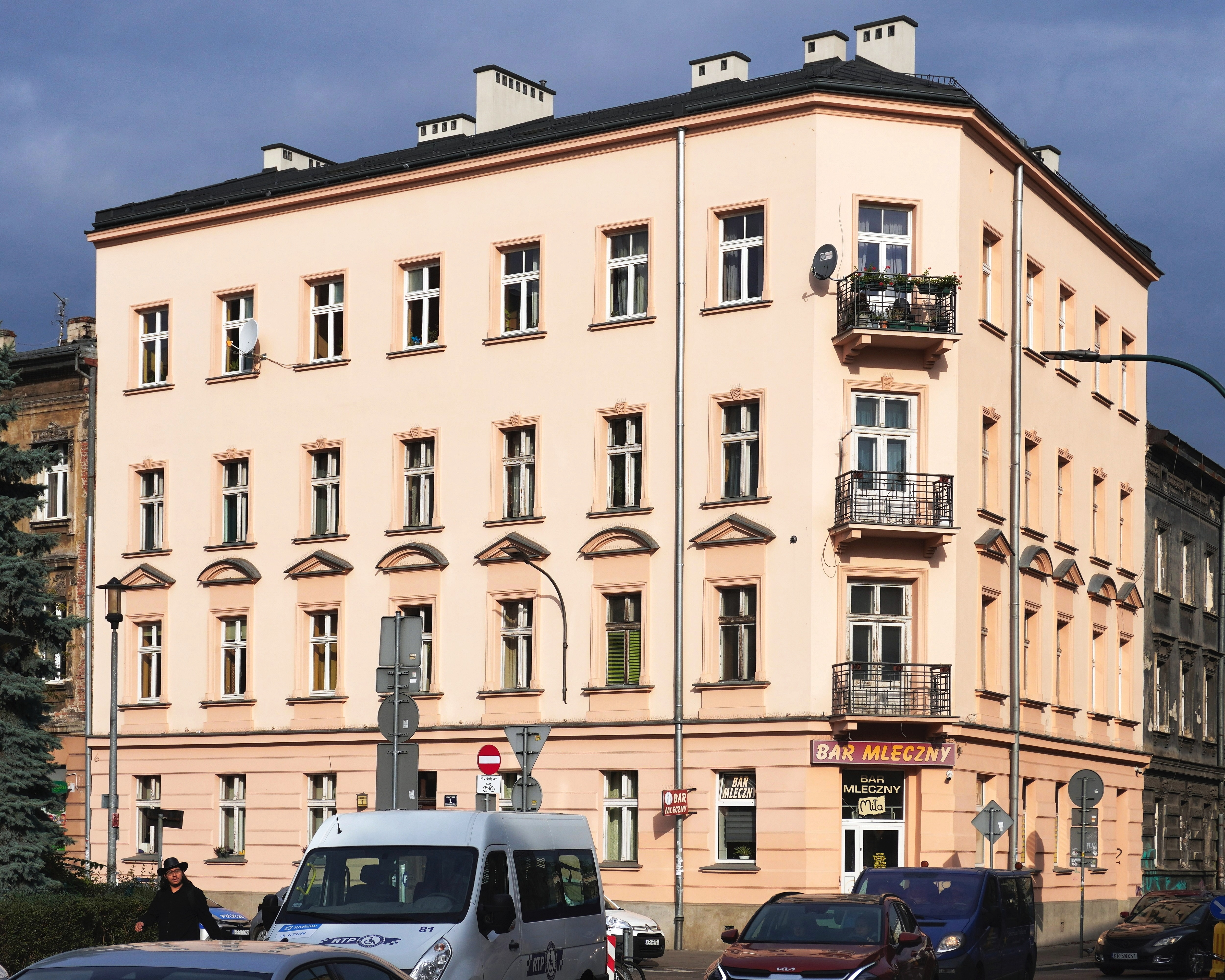
ul. Czysta 1 (ul. Dolnych Młynów 4) Kamienica (proj. Stefan Ertel, 1893)
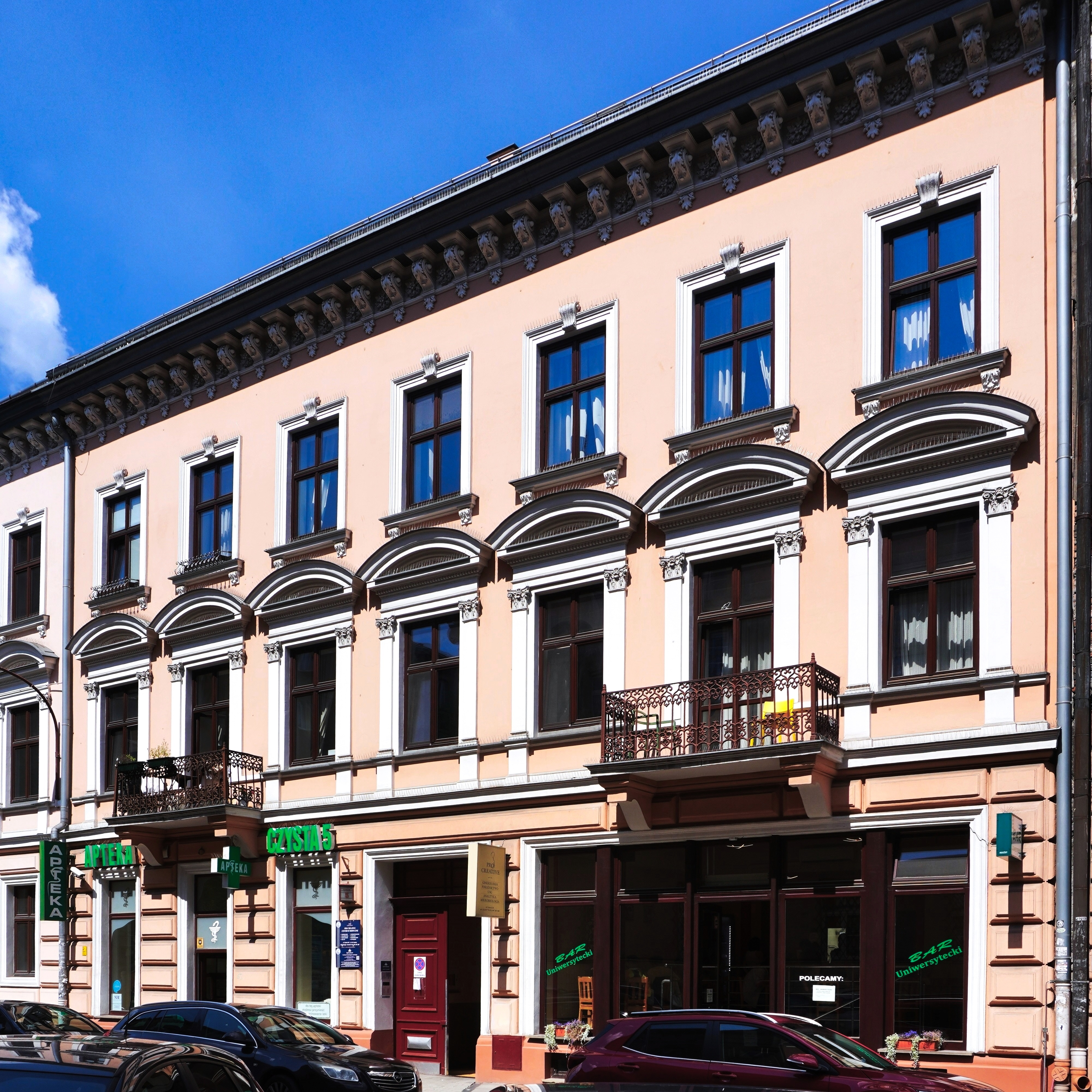
ul. Czysta 5 Kamienica (proj. Kazimierz Henisz, 1892)
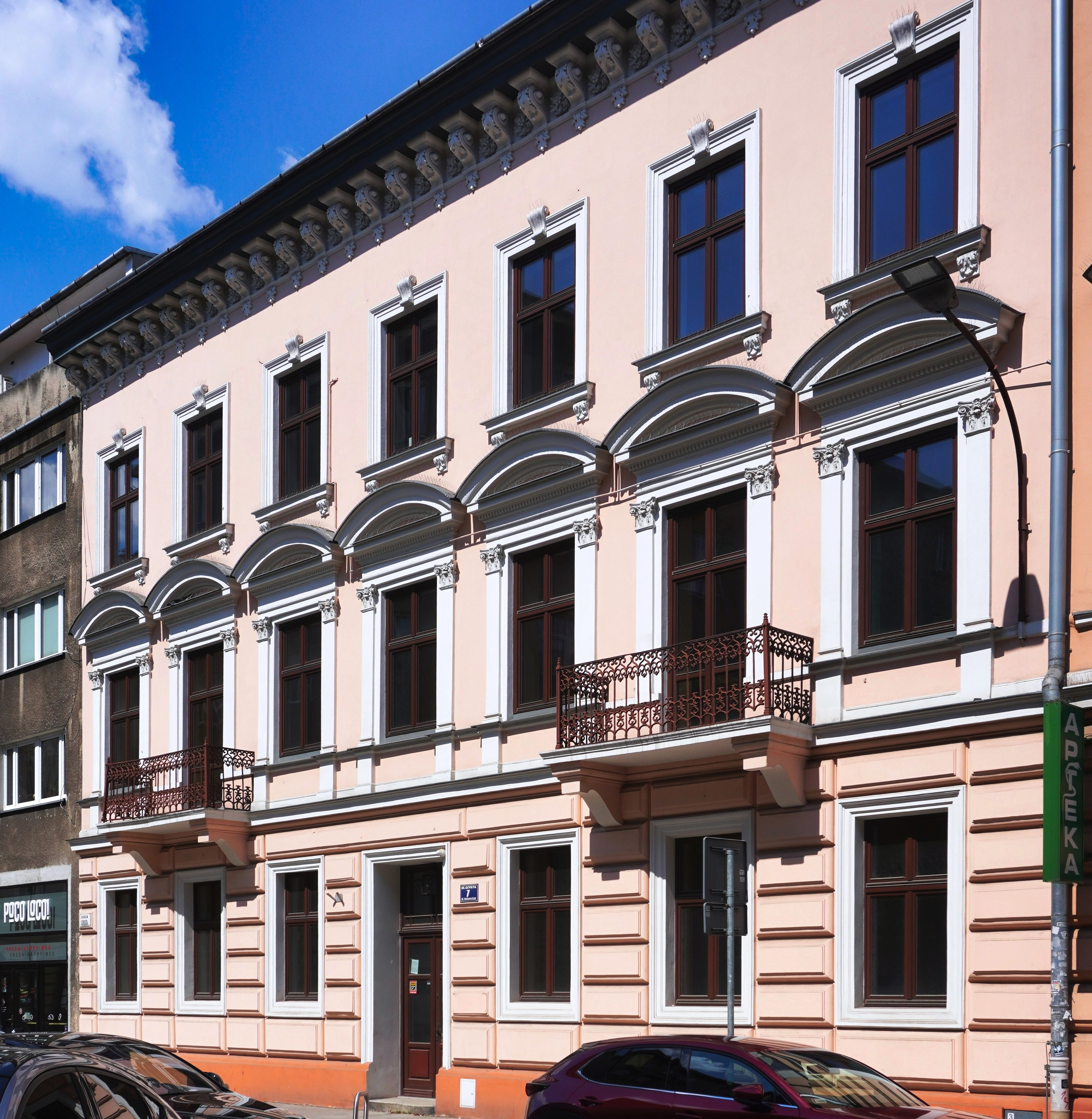
ul. Czysta 7 Kamienica (proj. Kazimierz Henisz, 1890)
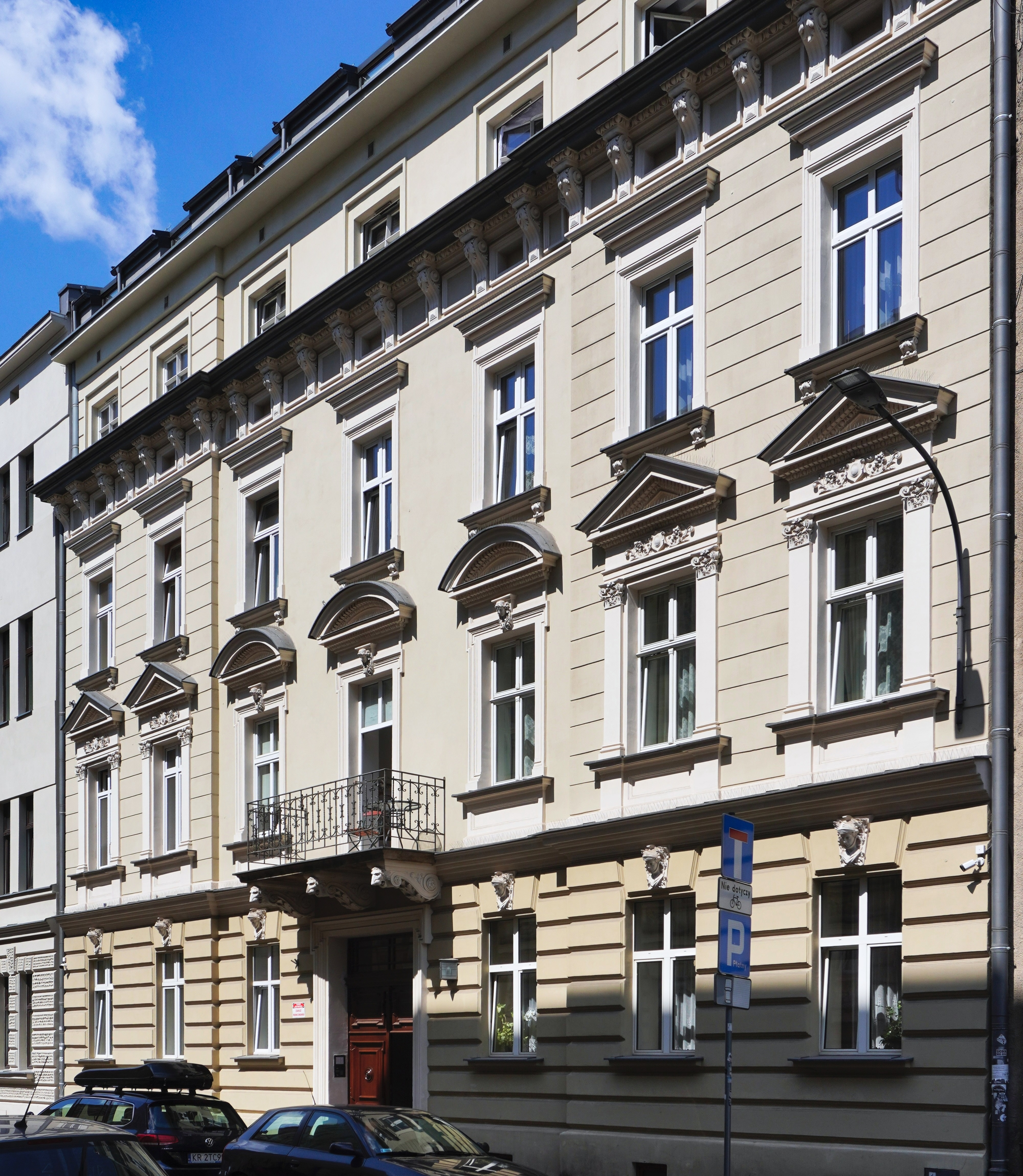
ul. Czysta 11 Kamienica (proj. Karol Janecki i J. Mroczek, 1893)
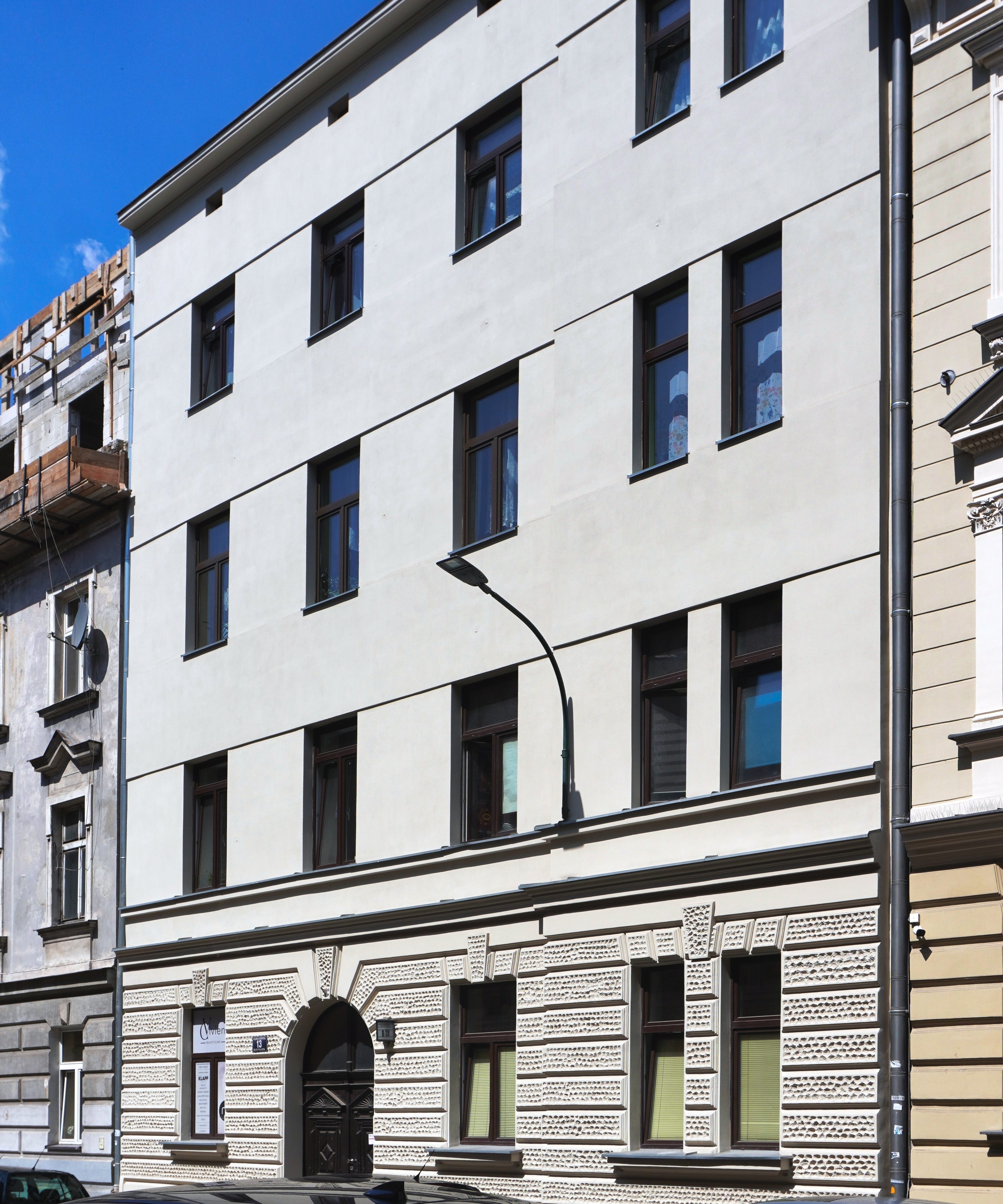
ul. Czysta 13 Kamienica (1900)
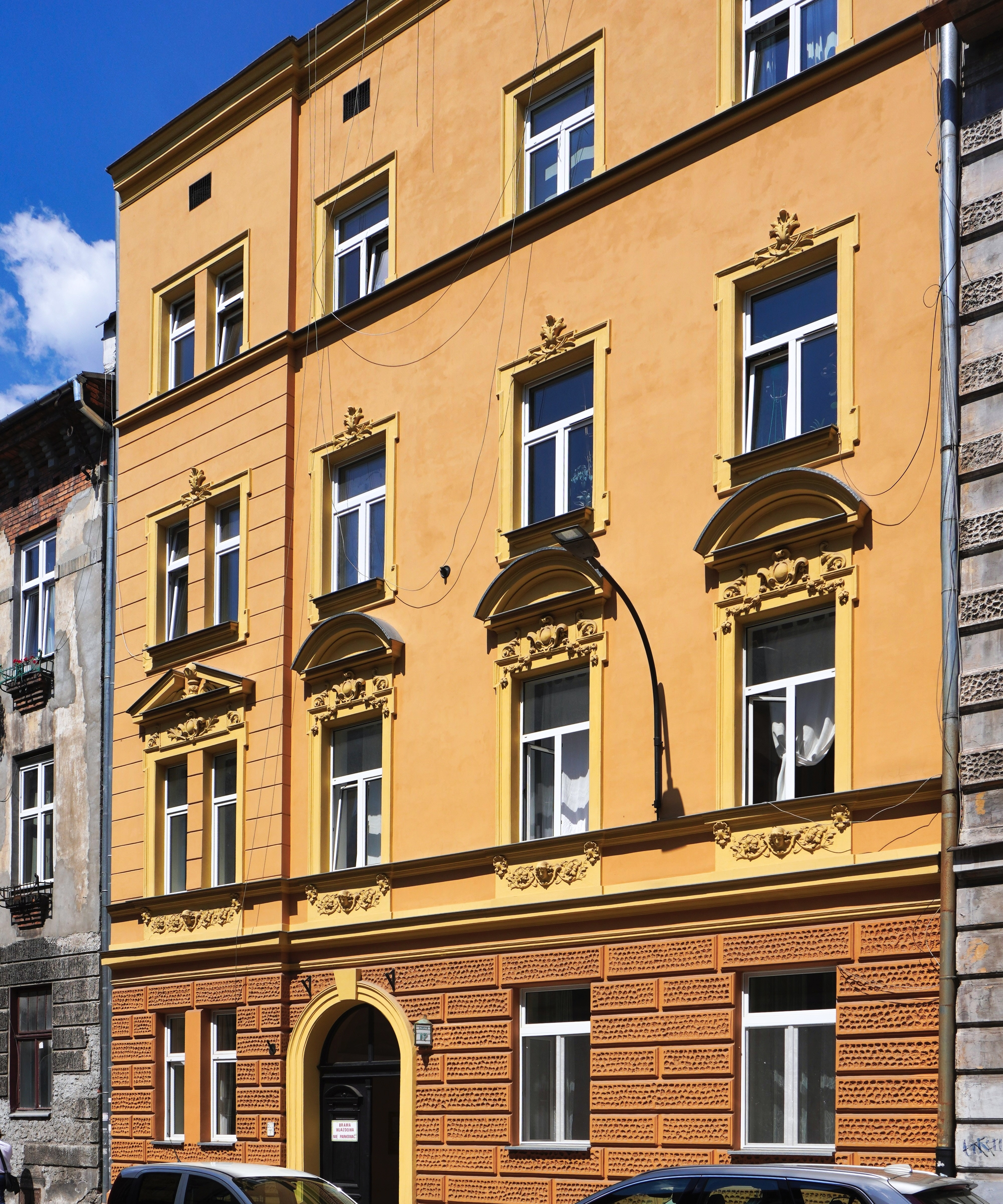
ul. Czysta 17 Kamienica (proj. Leopold Tlachna, 1892)
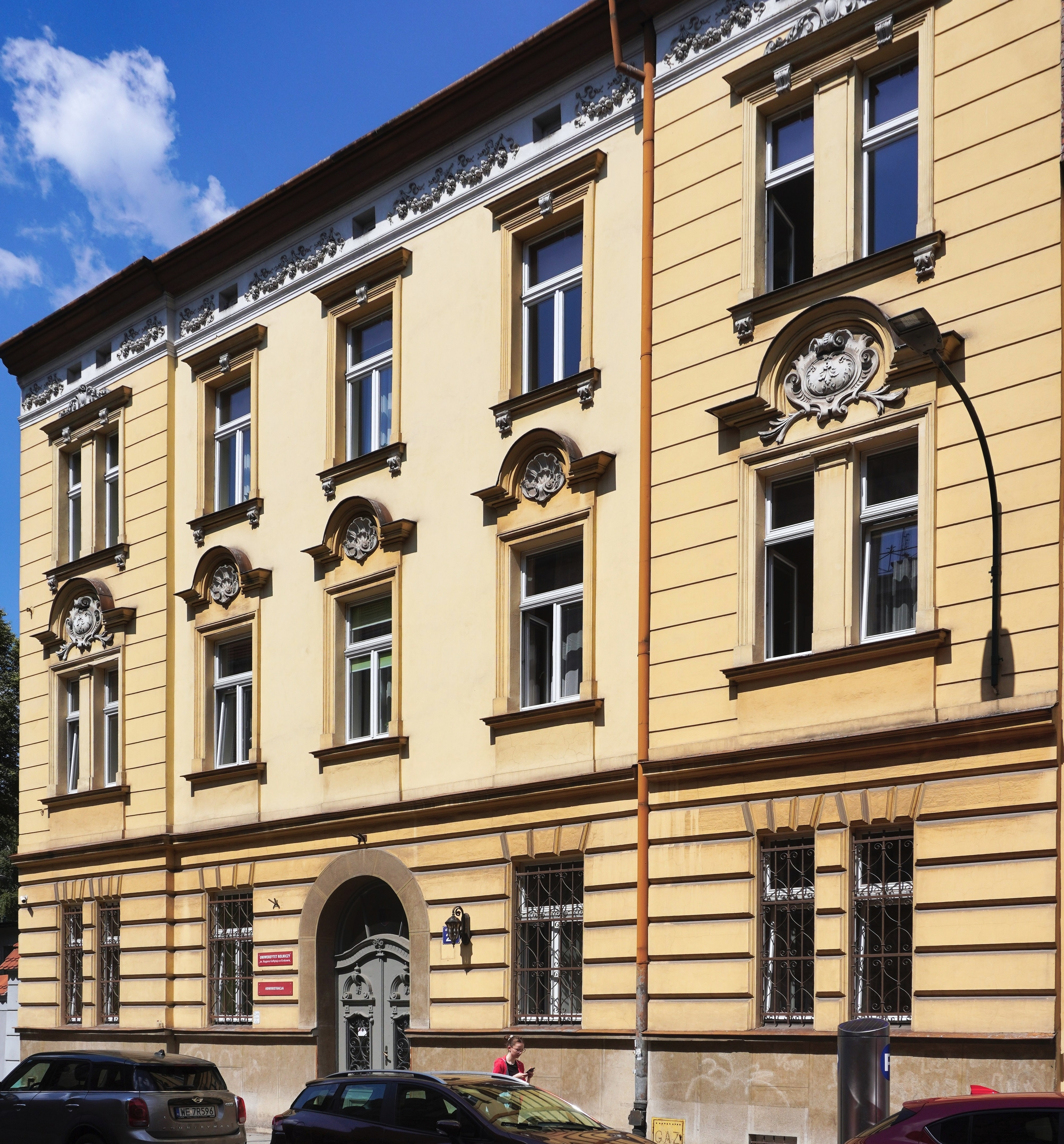
ul. Czysta 21 Kamienica (proj. Leopold Tlachna, 1899)